# Ophiocolea
Ophiocolea es un género con cinco especies de árboles pertenecientes a la familia Bignoniaceae.

## Taxonomía
El género fue descrito por Eugène Henri Perrier de la Bâthie  y publicado en Annales du Musée Colonial de Marseille, sér. 5, 6: 31. 1938. La especie tipo es: Ophiocolea floribunda

## Especies
| - Ophiocolea comorensis - Ophiocolea decaryi - Ophiocolea delphinensis - Ophiocolea floribunda - Ophiocolea velutina |